# Jiefangbei

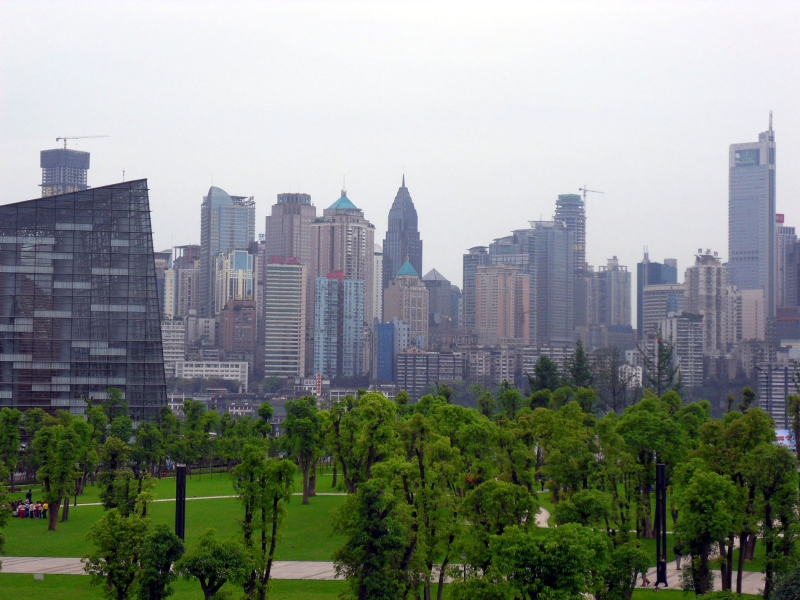
Vista di Jiefangbei nel distretto di Yuzhong

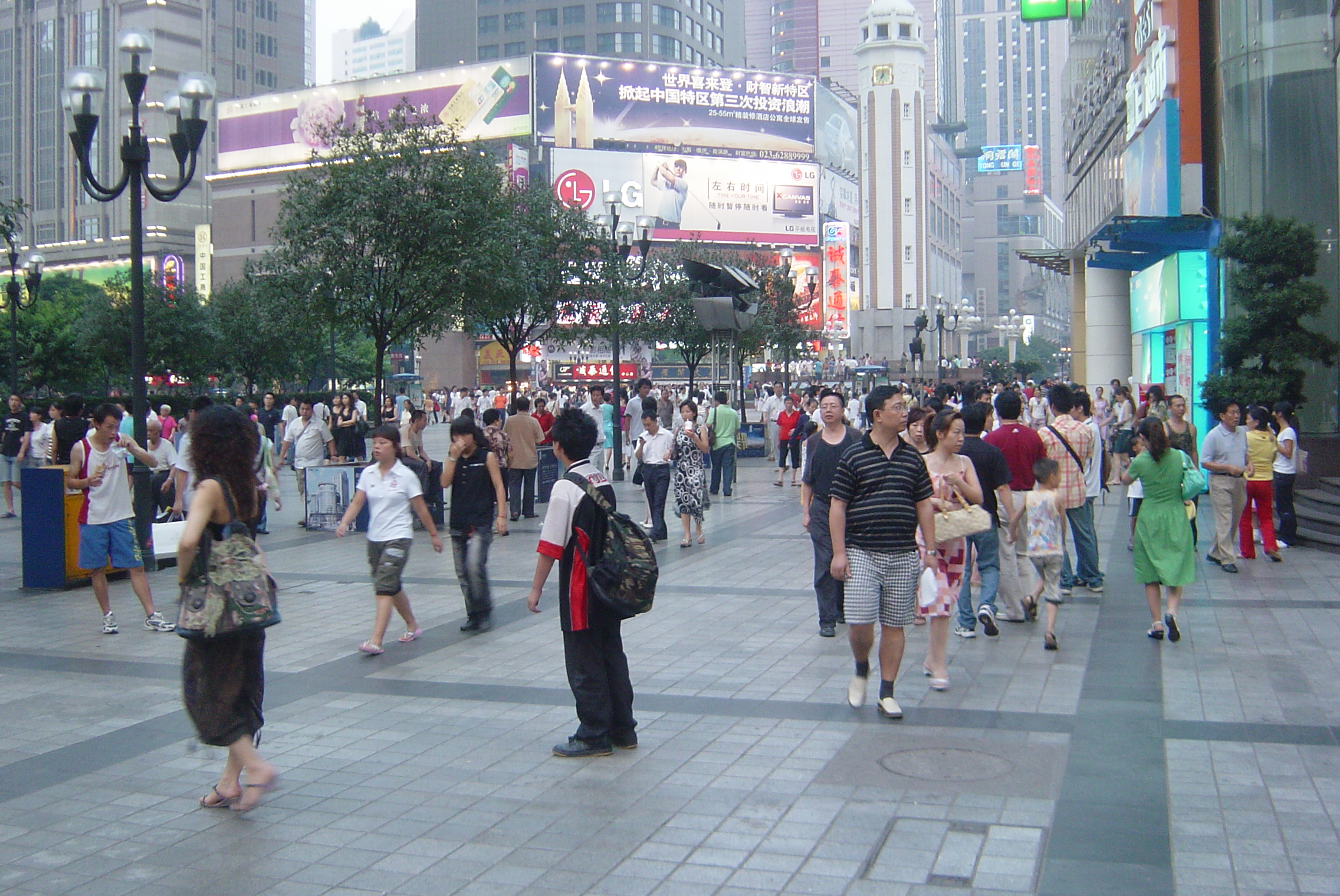
Area pedonale

Jiefangbei(Cinese: 解放碑中央商务区; pinyin: Jiěfàngbēi Zhōngyāng Shāngwùqū; Wade–Giles: Jie-Fang-Bei), o anche Jiefangbei Shangye Buxingjie (重庆解放碑步行街), è il distretto finanziario centrale della città di Chongqing in Cina caratterizzato da una grande via pedonale commerciale con un grattacielo iconico circondato da numerosi grattacieli.

## Punti di interesse
- Funivia del fiume Yangtze
- Piazza Chaotianmen
  - Spettacolo di luci del traghetto di Chaotianmen
- Complesso commerciale di HongYaDong (洪崖洞)
- Monumento e orologio di Jiefangbei
- Via della gastronomia di Jiefangbei
- Parco del popolo

### Grattacieli
- Chongqing Financial Street

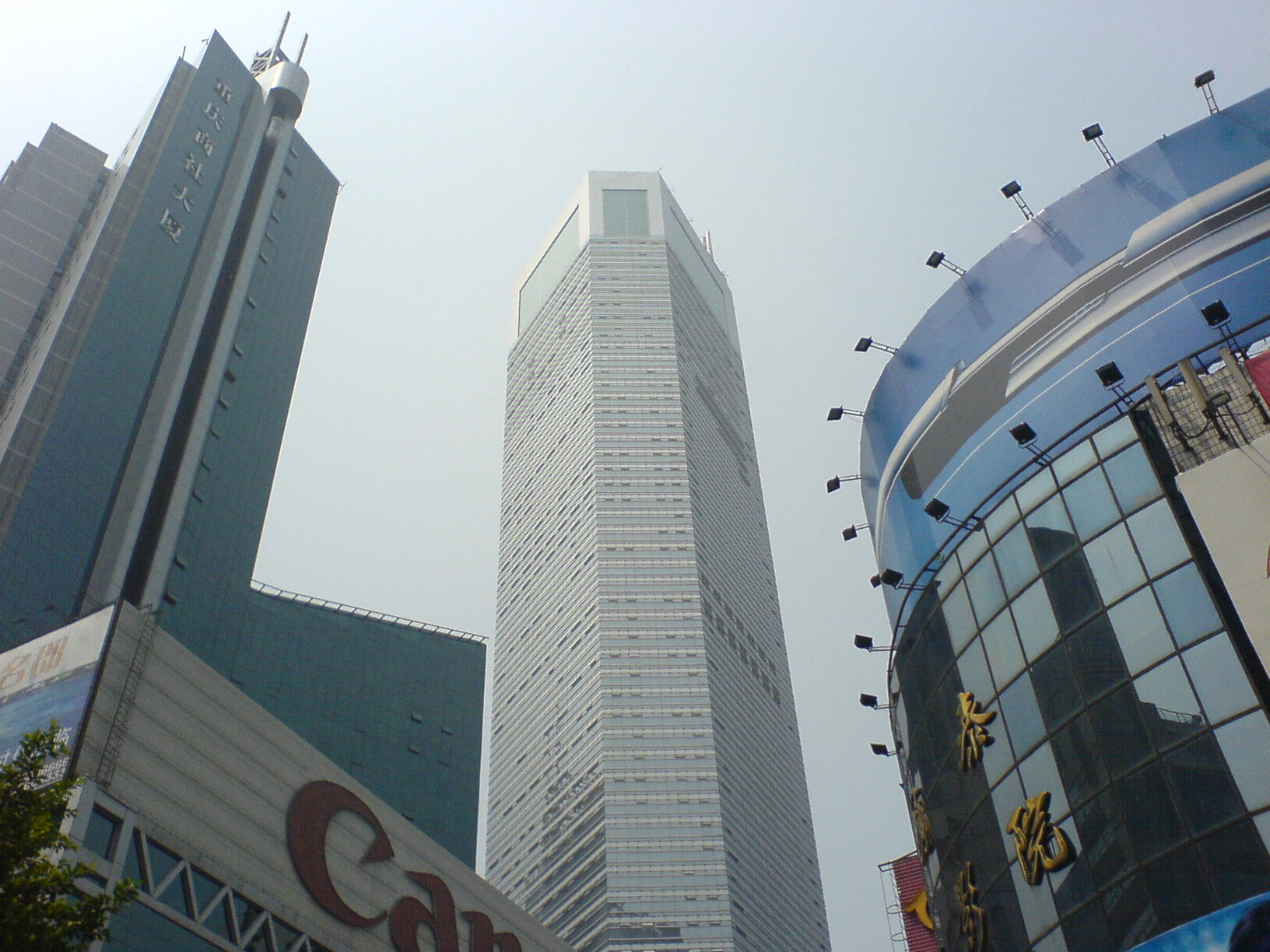
Looking up at the Chongqing World Trade Centre.

- Chongqing International Trade Center (ITC: A, B) 国际贸易中心A座/聚富城1座, 国际贸易中心B座/豪生酒店/聚富城2座
- Chongqing Poly Tower 重庆保利大厦
- Chongqing World Financial Centre (WFCC) 重庆世界金融中心
- Chongqing World Trade Center (WTCC) 世界贸易中心
- Intercontinental Hotel Chongqing
- International Commercial Center (ICC) 国际商务中心
- JW Marriott International Finance Centre (IFC)
- Metropolitan Tower 大都会广场
- New York New York 纽约·纽约/重庆名优土特产品贸易中心
- United International Mansion 联合国际大厦
- Westin Hotel
- Xinhua International Tower 智能大厦
- Yingli Tower 英利大厦